# Om (Skivvärlden)
Om är en fiktiv gud skapad av Terry Pratchett.

## Kuriosa
Om är en universell övergud enligt den omnianska kyrkan som tillber honom. Kyrkan hävdar dock felaktigt att Skivvärlden är rund, och att den snurrar runt solen, istället för att A'tuin bär upp Skivvärlden, vilket är vetenskapligt korrekt. Om är huvudperson tillsammans med Brutha i boken Små gudar. Om är en liten gud i den boken, eftersom ingen egentligen trodde på Om, men var tvingade att tro och har därför bara kraften att ta formen av en sköldpadda. 
Den omnianska kyrkan hävdar att Om är den enda guden, något som inte heller stämmer eftersom det bevisligen finns andra gudar på Skivvärlden, enligt Om själv. De sju profeterna som förkunnat den omnianska läran har gjort det ganska självständigt, Om kom inte ens ihåg vad de hette i boken Små gudar.